# Tétraacétyléthylènediamine
Ne doit pas être confondu avec EDTA.
Pour les articles homonymes, voir TAED (homonymie).
La tétraacétyléthylènediamine, généralement abrégée en TAED, est un composé organique de formule brute C10H16N2O4, qui a été produite par le groupe chimique Lever dès 1978. Il s'agit d'un dérivé de l'éthylènediamine H2N–CH2–CH2–NH2 dans lequel les quatre atomes d'hydrogène des deux fonctions amine sont remplacés par des groupes acétyle –CO–CH3 ; elle est d'ailleurs fabriquée par acétylation de l'éthylènediamine. Donc elle est entièrement synthétique.

## Utilisation
La TAED est un composant important des lessives en poudre et en liquide, qui en contiennent généralement de 1,5 à 5 %. Son action repose sur l'oxygène singulet (« l'oxygène actif » des slogans publicitaires) libéré au cours du lavage par l'acide peracétique CH3COOOH lui-même formé par la TAED sous l'action du peroxyde d'hydrogène H2O2 issu de l'hydrolyse du perborate de sodium Na2B2O4(OH)4 également contenu dans ces lessives :

Libération d'acide peracétique par le TAED en présence de peroxyde d'hydrogène :
1 tétraacétyléthylènediamine ; 2 diacétyléthylènediamine ; 3 acide peracétique.

La TAED permet ainsi à une lessive d'avoir une action de blanchiment moins agressive pour les teintures et les textiles que celle de l'hypochlorite de sodium NaClO, et ce dès 40 °C, contrairement au peroxyde d'hydrogène, qui n'est actif qu'au-dessus de 60 °C. 
Par son action oxydante, la TAED pourrait aussi être utilisée comme décontaminant de pesticides des eaux usées dans les stations d'épuration. L'intérêt est qu'elle génère des peracides in situ, résolvant la difficulté de leur conservation, avec un impact très limité sur l'environnement.